# Rock 'n' Roll Star (canción de Loquillo)
«Rock 'n' Roll Star» es una canción compuesta por Sabino Méndez, grabada por primera vez en 1981 por el cantante español Loquillo, junto a los predecesores de Trogloditas, Los Intocables. Se ha convertido en uno de los temas más emblemáticos en la carrera del cantante barcelonés, habiendo sido calificada como inolvidable, legendaria, mítica, sensacional, e incluso de auténtico himno.

## Versiones
Ha sido versionada por el grupo de rock Pereza, y fue interpretada en el Estadio Vicente Calderón junto a Loquillo, durante la celebración del cuadragésimo aniversario de la emisora de radiofórmula española Los 40 Principales.